# Victor Elberling
Victor Eugen Elberling (15. februar 1880 i København – 7. april 1965 smst) var bibliotekar på Rigsdagen, journalist, redaktør og arkivar.
Elberling var søn af redaktør Vilhelm Elberling (død 1885) og Sofie f. Fricke (død 1925), blev student fra Horsens Statsskole 1896 og tog filosofikum 1899. Han var dernæst medarbejder ved de Ferslewske Blade fra 1900, ved Lolland-Falsters Stiftstidende fra 1904, kom til Berlingske Tidende 1905 og til Ritzaus Bureau til 1906 og var længst tid ved avisen Vort Land 1906-12.
Samtidig var Elberling blevet oplært i arbejdet hos sin slægtning, rigsdagsbibliotekar Emil Elberling, og blev selv bibliotekar i Rigsdagen 1912 og desuden arkivar sammesteds 1930. Han var medlem af Dansk Journalistforbunds bestyrelse  1907-15, redaktør af Journalisten 1907-14, medlem af bestyrelsen for Foreningen af Rigsdagens Tjenestemænd fra dens stiftelse 1913 indtil 1940, kasserer 1913-38.
Efter faderen overtog Elberling den monumentale opgave at biografere alle Rigsdagens medlemmer gennem tiden. Resultatet af dette blev værket Rigsdagens Medlemmer gennem 100 Aar 1848-1948 (3 bind, København: J.H. Schultz Forlag 1949-50), hvor særligt de ældre biografier bygger på Emil Elberlings materiale, mens især biografierne efter 1918 skyldes Victor Elberling.
Om de to første bind, der omfatter perioden indtil 1918, skrev historikeren Vagn Dybdahl i Historie/Jyske Samlinger: "De to udsendte bind er resultatet af et kæmpearbejde udført gennem årtier. Samtlige rigsdagsmænd er biograferede og af næsten dem alle bringes et portræt (det havde været rart, om disse i så vid udstrækning som muligt havde været daterede). Biografierne er udelukkende refererende og indeholder hverken domme, vurderinger eller karakteristikker, hvorved bogen adskiller sig fra forgængerne (Barfod, Wulff, Bransager og Fog-Petersen), som hver for sig også kun behandlede deres samtidige. Til gengæld er Elberlings arbejde nøjagtigere og fyldigere med hensyn til data end disse. Det vil da også i fremtiden blive det værk, man søger til, og det vil ikke skuffe den, der søger det."
Elberlings øvrige værker var Rigsdagens Bogsamling 1848-1918 (1918), Danmark under Verdenskrigen og i Efterkrigstiden (1939), Folkets Røst i Danmarks Rigsdag (1945, s.m. Frantz Wendt), "Mennesket og Politikeren" (i Bogen om J. O., skrevet af hans Venner, 1946). Han var også redaktør af Avis-Aarbogen (1. årgang 1924).
Han var Ridder af Dannebrog og Dannebrogsmand.
Elberling var gift 1. gang med Ada Schack (død 1907), datter af grosserer Nikolaj Schack (død 1906) og hustru Elisabeth f. Bruun (død 1940) og gift 2. gang 7. april 1909 med Johanne Sophie Jordan (f. 4. februar 1888 i Nykøbing Falster), datter af redaktør Aage Jordan og hustru Clara f. Claussen. 